# Lepironia articulata
Lepironia articulata är en halvgräsart som först beskrevs av Anders Jahan Retzius, och fick sitt nu gällande namn av Karel Domin. Lepironia articulata ingår i släktet Lepironia och familjen halvgräs. Inga underarter finns listade i Catalogue of Life.

## Bildgalleri

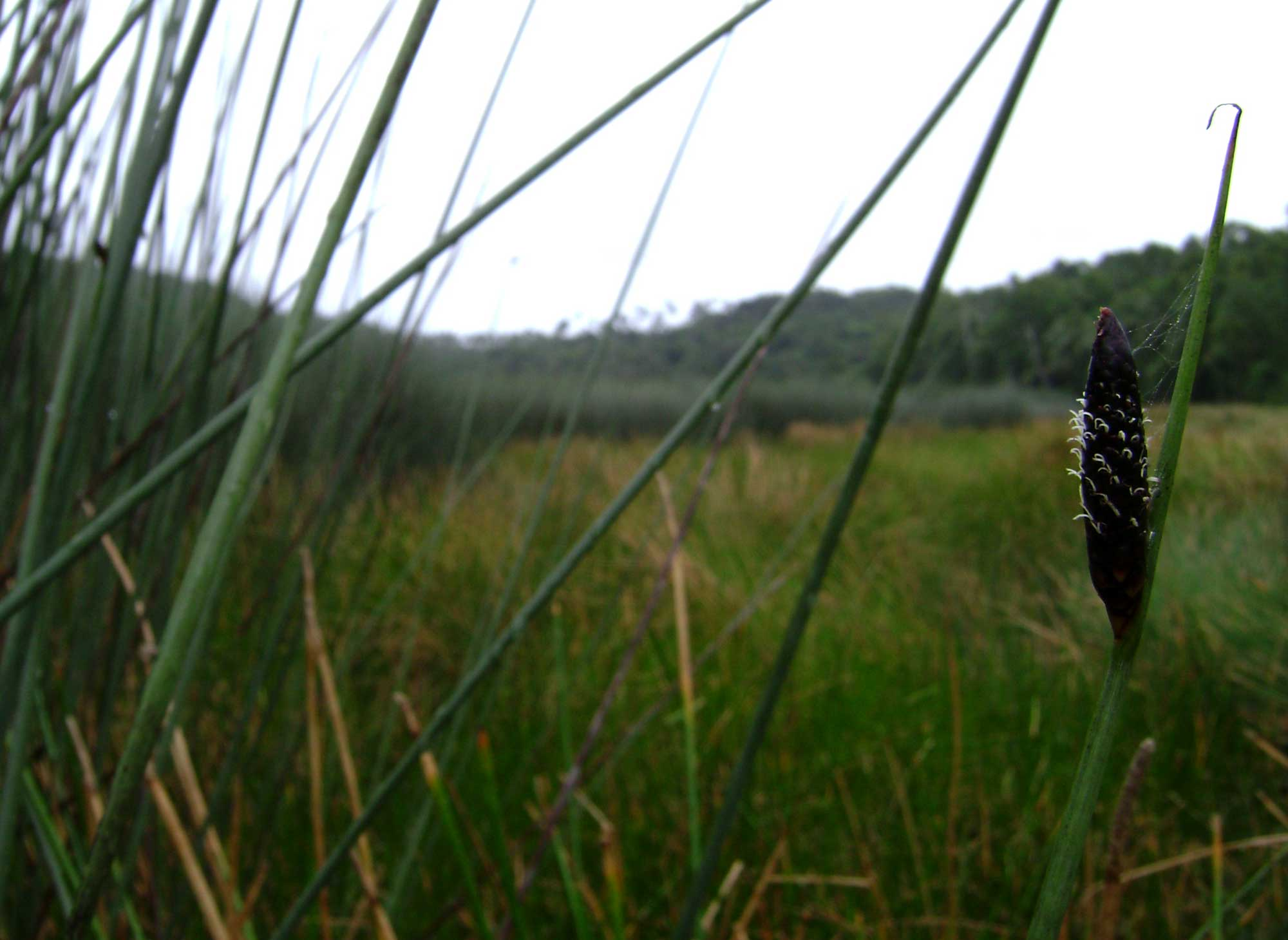